# 에런 폴
에런 폴(Aaron Paul, 1979년 8월 27일 ~ )은 미국의 배우이다.

## 출연 작품
- 센트럴 인텔리전스 - 필 역
- CCTV: 은밀한 시선 - 브라이언 역
- 아메리칸 우먼
- 스트레인저 - 남자 역
- 브레이킹 배드 무비: 엘 카미노
- 아무튼, 아담 - 아담 역
- 듀얼: 나를 죽여라 - 트렌트 역